# 올림픽 튀르키예 선수단
올림픽 튀르키예 선수단은 튀르키예를 대표하여 올림픽에 참가하는 선수단이다. 당시 오스만 제국이었던 튀르키예는 1908년 올림픽에 처음으로 참가했으며 그 이후로 세계 대공황, 1980년 모스크바 하계 올림픽 등 미국 주도의 보이콧을 이유로 1920년 앤트워프 하계 올림픽과 1932년 로스앤젤레스 하계 올림픽을 제외하고 대부분의 하계 올림픽에 선수들을 파견해 왔다. 튀르키예는 1936년 첫 출전 이후 대부분의 동계 올림픽에 참가했다. 튀르키예 선수들은 금메달 41개, 은메달 26개, 동메달 36개 등 총 103개의 메달을 획득했다. 튀르키예는 레슬링에서 가장 많은 메달을 획득했다. 튀르키예 국가 올림픽 위원회는 1908년에 창설되어 1911년에 승인되었다.

## 같이 보기
- 분류:튀르키예의 올림픽 참가 선수